# عالم (إسلام)
عَالِمُ الدِّينِ عند المسلمين عادة ما يطلق عليه شيخ، ويطلق على عظيم الشأن منهم عالِم أو علَّامة، ويطلق على مجموعهم عُلماء أو أهل العلم. وتسمية رجل دين إسلامي هي تسمية مختلف عليها؛ فهو مستخدم في الصحافة على وجه واسع، في حين أنَّ علماء الدين الإسلامي يحذرون من استخدامها؛ فالإسلام بخلاف غيره من الأديان لم يخصص رجالاً دون غيرهم ليكونوا "رجال دين"، فليس في الإسلام مراتب كهنوتية كما في النصرانية، وأنَّ أمر الدعوة والتفقه في الدين هو واجب على كل مسلم، فيكون هناك من هو أعلم من غيره؛ فيسمى عالم دين.

## تعريف العالم
العالِم هو من يعلم أحكام الإسلام بدليلها، وهكذا عرفه كثير من علماء الإسلام، وهذا التعريف يستلزم أن يكون العالم مجتهدًا، وصرَّح بعض العلماء أن العالم هو المجتهد.
قال الشيخ ابن باز في تعريف العالم: «هو الذي عنده معرفة جيدة بكلام الله، وكلام رسوله ﷺ، ومعرفة المعنى من كلام الله، وكلام رسوله ﷺ؛ لأنه درس على أهل العلم، وتبصَّر وتفقَّه في الدين، وعُرِفَ بذلك، واشتهر بين المسلمين بعلمه وفضله، لا بمجرد الدعوى، بل اشتهر بين المسلمين وبين أهل العلم بعلمه وفضله».

## أقسام العلماء
لعلماء أقسام بحسب الاعتبارات، وبحسب مذاهب العلماء:

### تقسيم العلماء عند ابن القيم
قسم ابن قيم الجوزية العلماء إلى محدثين وفقهاء، فقال:
1. أحدهما: حفَّاظ الحديث، وجهابذته، والقادة الَّذين هم أئمَّة الأنام وزوامل الإسلام، الَّذين حفظوا على الأئمَّة معاقد الدِّين ومعاقله، وحموا من التَّغيير والتَّكدير موارده ومناهله...
2. القسم الثَّاني: فقهاء الإسلام، ومن دارت الفتيا على أقوالهم بين الأنام، الَّذين خصُّوا باستنباط الأحكام، وعنوا بضبط قواعد الحلال والحرام.»

### تقسيم العلماء عند ابن عثيمين
قال محمد بن صالح العثيمين:
الأول: علماء دولة.
الثاني: علماء أمة.
الثالث: علماء ملة.
علماء الدولة هم الذين ينظرون ماذا تريد الدولة فيلتمسون له أدلة متشابهة، فيتبعون ما تشابه من الأدلة إرضاءً للدولة، ولهم أمثلة كثيرة في غابر الزمان وحديثه، فظهرت الاشتراكية في العالم العربي،وتأميم أموال الناس الخاصة، وظلم الناس، فحاول علماء الدولة أن يجدوا دليلًا ليرضوا الدولة؛ لأن العامة لا يرضون أن تؤخذ أموالهم، ويقال لهم: أمموها، فأتوا بمتشابهات، يتعسفون في رد النصوص ويلوون أعناقها من أجل أن توافق رأي الدولة، واستدلوا بالنصوص على وجه عجيب قالوا: إن الرسول ﷺ قال: «الناس شركاء في ثلاث»، فأثبت المشاركة، يعني الاشتراكية، وقالوا ـ أيضاً ـ إن الرسول ﷺ قال: «من كان له أرض فليَزْرَعْها أو ليُزْرِعْها أخاه»، وأنت عندك فدان كثيرة وأرض واسعة، لا تستطيع زراعتها، فنأخذها منك ونعطيها للآخرين، وقالوا: إنَّ الله ـ تعالى ـ قال في القرآن: ﴿ضَرَبَ لَكُم مَّثَلࣰا مِّنۡ أَنفُسِكُمۡ هَل لَّكُم مِّن مَّا مَلَكَتۡ أَیۡمَـٰنُكُم مِّن ‌شُرَكَاۤءَ فِی مَا رَزَقۡنَٰكُمۡ فَأَنتُمۡ فِیهِ سَوَاۤءࣱ﴾، أي: ما رزقناكم فأنتم والعبيد فيه سواء، وإذا كان الحر مع العبد سواء فالحر مع الحر من باب أولى، وهلم جرًّا، فهؤلاء نسميهم علماء دولة، ولكن والله لا تغنيهم الدولة شيئاً، سيكون لهم ـ إن لم يغفر لهم ـ موقف من يقولون:﴿رَبَّنَاۤ إِنَّاۤ أَطَعۡنَا سَادَتَنَا وَكُبَرَاۤءَنَا فَأَضَلُّونَا ٱلسَّبِیلَا۠ ۝67 رَبَّنَاۤ ءَاتِهِمۡ ضِعۡفَیۡنِ مِنَ ٱلۡعَذَابِ ‌وَٱلۡعَنۡهُمۡ لَعۡنࣰا كَبِیرࣰا﴾.
علماء الأمة ليس لهم دخل في الدولة، لكن ينظرون ما يصلح للأمة والعامة، ويقولون: العامة مثل الذر إن عارضناهم أكلونا، لكن نرى ماذا يكون أصلح.
فيأتون العالم ويقولون: البنوك هذه مفيدة فائدة عظيمة، ترفع الاقتصاد وينتفع الفقير، ويأخذ أموالاً يعمل ويحرث بها، والبنك ـ أيضاً ـ يستفيد من الربا فيقولون للعالم: رخص لنا ـ جزاك الله خيراً ـ، فقال العالم: دعوني أفكر، فجاءوا إليه بعد ما شاء الله من الزمن قال: وجدت أن هذا لا بأس به؛ لأن الشرع مبني على تحصيل المصالح ودرء المفاسد، وهذه مصلحة كما قلتم، ففيه مصلحة لهذا ومصلحة لهذا، ولم يلاحظ الضرر الديني، فهؤلاء نسميهم علماء أمة، يعني الذين ينظرون ماذا تريد الأمة ويمشون عليه.

## طاعة العلماء في الإسلام

### وجوب طاعة العلماء في المعروف
طاعة العلماء في الإسلام واجبة عند كثير من العلماء واستدلوا بقول الله: ﴿يَا أَيُّهَا الَّذِينَ آمَنُوا أَطِيعُوا اللَّهَ وَأَطِيعُوا الرَّسُولَ وَأُولِي الْأَمْرِ مِنْكُمْ فَإِنْ تَنَازَعْتُمْ فِي شَيْءٍ فَرُدُّوهُ إِلَى اللَّهِ وَالرَّسُولِ إِنْ كُنْتُمْ تُؤْمِنُونَ بِاللَّهِ وَالْيَوْمِ الْآخِرِ ذَلِكَ خَيْرٌ وَأَحْسَنُ تَأْوِيلًا ۝٥٩﴾ [النساء:59]، حيث جاء تفسير أولي الأمر: بالعلماء والأمراء، في كتب التفسير، وأصول الفقه، وهذه الطاعة مقيدة بما لا يخالف شريعة الإسلام، فلا يطاعُون في تحليل ما حرَّم الله، أو تحريم ما أحل الله.
قال ابن قيم الجوزية: «والتَّحقيق أنَّ الأمراء إنَّما يطاعون إذا أمروا بمقتضى العلم؛ فطاعتهم تبعٌ لطاعة العلماء؛ فإنَّ الطَّاعة إنَّما تكون في المعروف وما أوجبه العلم، فكما أنَّ ‌طاعة ‌العلماء تبعٌ لطاعة الرَّسول فطاعة الأمراء تبعٌ لطاعة العلماء».

### تحريم طاعة العلماء فيما يخالف شريعة الإسلام
طاعة العلماء فيما يخالف شريعة الإسلام من أشد المحرمات في الإسلام التي قد تصل بصاحبها إلى الشرك، واستدل العلماء لذلك بقول النبي صلَّى الله عليه وسلَّم: «لا طاعة لمخلوق في معصية الله» رواه أحمد وقول الله: ﴿ٱتَّخَذُوۤا۟ ‌أَحۡبَارَهُمۡ ‌وَرُهۡبَٰنَهُمۡ أَرۡبَابࣰا مِّن دُونِ ٱللَّهِ﴾ [التوبة:31] وما ورد عن النبي صلَّى الله علية وسلَّم في تفسيرها.
قال محمد بن عبد الوهاب: النوع الثالث شرك الطاعة، والدليل قوله تعالى: ﴿‌ٱتَّخَذُوۤا۟ ‌أَحۡبَارَهُمۡ وَرُهۡبَـٰنَهُمۡ أَرۡبَابࣰا مِّن دُونِ ٱللَّهِ وَٱلۡمَسِیحَ ٱبۡنَ مَرۡیَمَ وَمَاۤ أُمِرُوۤا۟ إِلَّا لِیَعۡبُدُوۤا۟ إِلَـٰهࣰا وَٰحِدࣰا﴾ : وتفسيرها الذي لا إشكال فيه ‌طاعة ‌العلماء والعباد في المعصية لا دعاؤهم إياهم، كما فسرها النبي صلَّى الله عليه وسلَّم، لعدي بن حاتم لما سأله، فقال: لسنا نعبدهم، فذكر له أن عبادتهم طاعتهم في المعصية.

## ألقاب أخرى
- فقيه: وهو المتخصص بالفقه الإسلامي.
- مجتهد: الفقيه التي توفرت فيه شروط الاجتهاد.
- مفسر: وهو المختص في التفسير القرآني.
- قارئ: هو من يجيد قراءة القرآن وهو متقن لإحدى القراءات العشر، وقبل أن يصبح قارئاً يجب أن يتتلمذ على يد مقرئ، والمقرئ هو نفسه القارئ، أي أنَّ لتصبح قارئاً عليك أن تتعلم من قارئ، والذي هو بدوره تعلَّم من قارئ.
- حافظ: وهو حافظ القرآن، ويستخدم أيضاً للعالم بالحديث النبوي.
- إمام: من يأمم الناس، ويجتمع المسلمون على أنَّ المصلي بالمسلمين يسمى إماماً.
- خطيب: من يخطب في صلاة الجمعة أو صلاة العيدين أو غيرها.
- مؤذن: من يرفع الأذان لإقامة الصلاة.
- مجاهد: من يجاهد في سبيل الله.
- مؤرخ: المتخصص في التأريخ الإسلامي.
- نساب: المتخصص في الأنساب.
- داعية: وهو من يدعو الناس للعودة إلى طريق دينهم الصحيح. وكذلك من يدعو غير المسلمين للدخول في الإسلام.
- محدِّث: من تخصص في الحديث، وعرف إسناد الأحاديث.
- شيخ الإسلام: لقب يطلق على كل علَّامة متبحر في العلوم الشرعية الإسلامية، وأشهر من حمل لقب شيخ الإسلام هو شيخ الإسلام ابن تيمية.

والشيعة يستخدمون ألفاظ أخرى:
- مرجع: لقب يطلق على من بلغ رتبة الاجتهاد والأعلمية ويرجع له المسلمون في استنباط الأحكام الشرعية.
- آية الله: لقب يطلق على من يبلغ درجة الاجتهاد في الفقه الإسلامي وفق المذهب الجعفري.

## أقوال في صفات العلماء
- علي الطنطاوي: «وليس العالم من كوّر عمامته ووسّع جبته وعرّض لحيته وأطال سبحته، بل العالم من قرأ كثيراً، وفهم ما قرأ، وعقل ما فهم، وعمل بما علم. ومن أمارات العلم تحقيق مسألة من مسائله لم تُحقق، أو تصنيف كتاب لم يُسرق من كتب الأوائل، أو ابتكار أسلوب يقرب العلم للناس. ومن صفات العالم احتمال النقد، وردّ الحجة بمثلها، والبعد عن السفه والطيش والبذاء، والتنزه عن التزلف إلى العامة بالحشويات، وإلى الأمراء بالنفاق».[19]